# Kent (ancienne circonscription fédérale)
Pour les articles homonymes, voir Kent (homonymie).
Kent fut une circonscription électorale fédérale de l'Ontario, représentée de 1867 à 1904, 1917 à 1968 et de 1979 à 1997.
C'est l'Acte de l'Amérique du Nord britannique de 1867 qui créa le district électoral de Kent. Abolie en 1903, la circonscription fut redistribuée parmi Kent-Est et Kent-Ouest.
La circonscription réapparut en 1914 à partir des deux circonscriptions précédentes. Abolie en 1966, elle fut redistribuée parmi Kent—Essex et Lambton—Kent.
Kent a été créée à nouveau en 1976 à partir de Kent—Essex et de Lambton—Essex. Abolie en 1996, elle fut redistribuée parmi Kent—Essex et Lambton—Kent—Middlesex.

## Géographie
En 1867, la circonscription de Kent comprenait:
- Les cantons de Chatham, Dover, East Tillbury, Romney, Raleigh et Harwich
- La ville de Chatham

En 1882, Kent perdit le canton de Chatham, mais obtint le village de Blenheim.
En 1914, elle comprenait:
- Le comté de Kent, excluant les cantons de Zone et de Camden

En 1976, elle comprenait:
- Dans le comté de Kent:
  - Les cantons de Howard, Chatham et Dover
  - La ville de Chatham
- Dans le comté de Lambton
  - La réserve amérindienne de Walpole Island

## Députés
1867 - 1904
1. 1867-1882 — Rufus Stephenson, CON
2. 1882-1887 — Henry Smith, CON
3. 1887-1900 — Archibald Campbell, PLC
4. 1900-1904 — George Stephens, PLC

1917 - 1968
1. 1917-1922 — Archibald Blake McCoig, PLC
2. 1922-1925 — James Murdock, PLC
3. 1925-1926 — Alexander Drew Chaplin, CON
4. 1926-1939 — James Warren Rutherford, PLC
5. 1939-1940 — Arthur Lisle Thompson, PLC
6. 1940-1949 — Clayton Earl Desmond, PC
7. 1949-1958 — Blake Huffman, PLC
8. 1958-1962 — Harold W. Danforth, PC
9. 1962-1963 — Sidney LeRoi Clunis, PLC
10. 1963-1968 — Harold W. Danforth, PC

1979 - 1997
1. 1979-1980 — Bob Holmes, PC
2. 1980-1984 — Maurice Bossy, PLC
3. 1984-1988 — Elliott Hardey, PC
4. 1988-1997 — Rex Crawford, PLC

- CON = Parti conservateur du Canada (ancien)
- PC = Parti progressiste-conservateur
- PLC = Parti libéral du Canada